# Hubert Looser

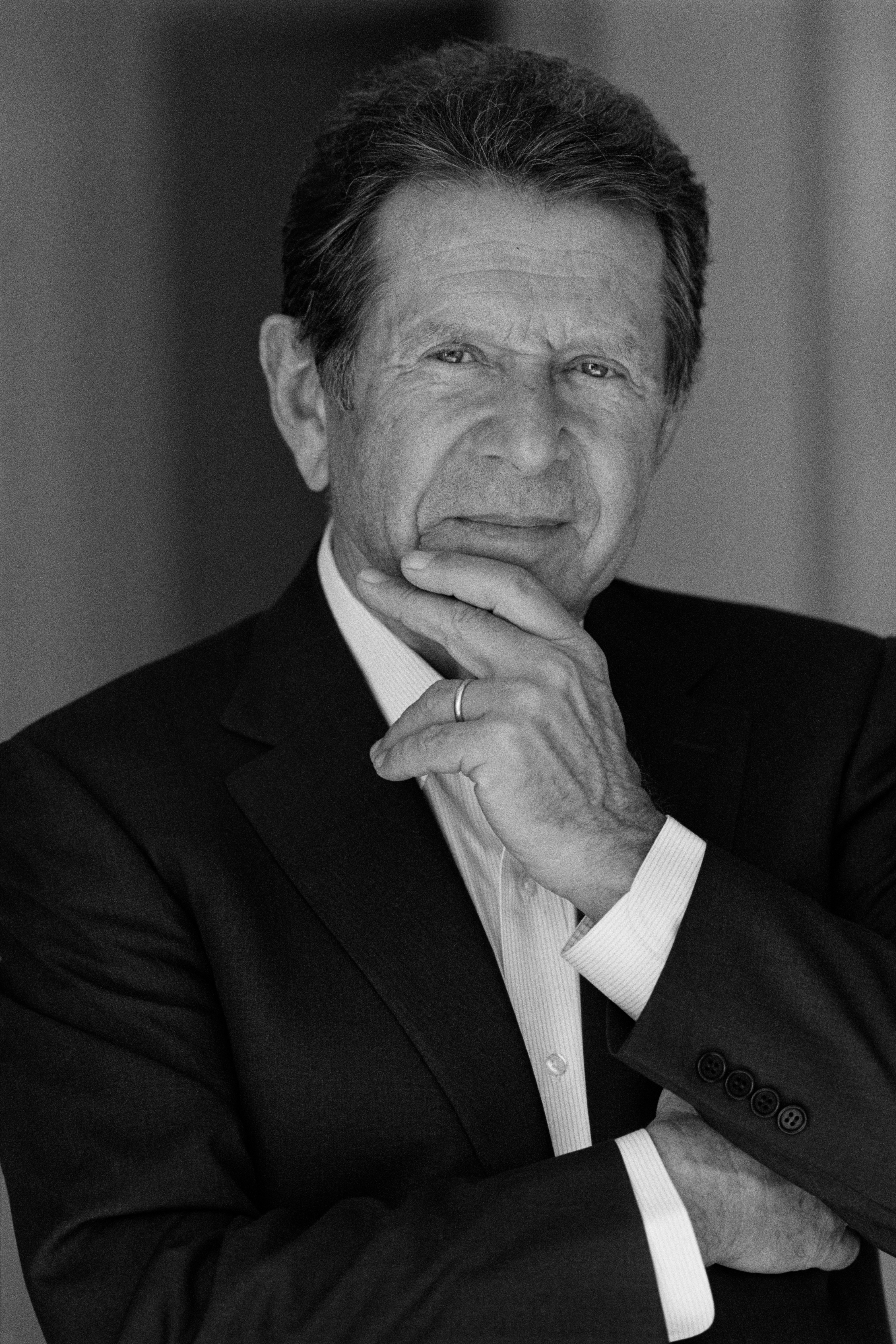
Hubert Looser

Hubert Looser (* 5. April 1938 in Vilters, Schweiz) ist ein ehemaliger Schweizer Geschäftsmann, Philanthrop und Kunstsammler. Looser war Präsident der Walter Rentsch Holding AG und der ELCO Looser Holding AG. Heute ist Looser als Vorstand der Fondation Hubert Looser tätig. Seit dem Herbst 2021 ist im Erweiterungsbau des Kunsthauses Zürich ein Teil seiner Kunstsammlung zu sehen.

## Leben
Looser wurde als sechstes von sieben Kindern 1938 im schweizerischen Vilters geboren, wo er auch aufwuchs und die Schule besuchte. Seine Eltern waren Unternehmer und hatten die Firma ELCO aufgebaut. Nachdem Looser seinen MBA an der Columbia-Universität New York erworben hatte,  trat er 1964 dem elterlichen Unternehmen bei und war bis 1980 mit dem Aufbau und der Führung der ELCO Gruppe in Frankreich, Belgien und Luxemburg betraut.
Während dieser Zeit erfolgte die Gründung der Remaco AG für Unternehmensvermittlung sowie die Übernahme der Walter Rentsch AG im Bereich der Bürotechnik. 1973 übernahm Looser die Leitung der Walter Rentsch AG mit 120 Mitarbeitern und beschäftigte bei seinem Austritt im Jahr 1992 1.200 Mitarbeiter. 1990/92 trat Looser als Präsident der Unternehmensgruppen Walter Rentsch AG und  ELCO Looser Holding AG zurück.
Looser ist verheiratet, Vater zweier Kinder und lebt in Zürich.

## Kunstsammlung
Während seines Sprachaufenthalts 1957 in Paris beeindruckten ihn Poster einer Impressionisten-Ausstellung und er ging seit diesem Erlebnis wann immer er Zeit hatte auf der ganzen Welt in Museen – in seinen Zwanzigern absolvierte Looser im Zuge seiner Ausbildung diverse Sprachaufenthalte und Studienreisen, welche ihn unter anderem nach Mexiko, Japan, Paris, London oder New York führten und den Grundstein seiner Sammelleidenschaft legten.
Allerdings waren die meisten der ersten 200 Arbeiten noch Schweizer Kunst. Heute gilt Hubert Looser, der 1990/92 als Präsident der Walter Rentsch Holding AG und der ELCO Looser Holding AG zurücktrat, nachdem er beide Firmen Jahrzehnte lang geleitet und ausgebaut hatte, als ein herausragender Privatsammler im schweizerischen Raum. Sein Hauptaugenmerk gilt dabei Werken des Surrealismus, abstrakten Expressionismus und Minimalismus. Eine der grössten Sammlungen von Willem de Kooning ausserhalb der USA entstand als Teil der Sammlung. Die museumstauglichen Werke der Sammlung wurden 2008 in die Fondation Hubert Looser eingebracht, welche dieses Kulturgut der Öffentlichkeit als Dauerleihgabe im Kunsthaus Zürich zugänglich macht.

## Auszeichnung
- 2022: Silbernes Komturkreuz des Ehrenzeichens für Verdienste um das Bundesland Niederösterreich[4]